# Ef: A Fairy Tale of the Two.
Ef: A Fairy Tale of the Two. és el nom complet d'una novel·la visual per a adults de dos parts feta per Minori per a Ordinador personal com a DVD. El primer joc en la sèrie, Ef: The First Tale., fou llançat el 22 de desembre del 2006, i el segon joc, Ef: The Latter Tale., fou llançat el 30 de maig del 2008. Altres jocs de Minori són Haru no Ashioto, i Wind: A Breath of Heart. El vídeo d'obertura del joc està animat per Makoto Shinkai, i la música és dirigida per Tenmon que treballà en el passat amb Shinkai i Minori. El disseny dels personatges femenins està proporcionat per Naru Nanao coneguda per Da Capo, i el disseny dels personatges masculins està fet per 2C Galore.